# Publius Metilius Nepos
Publius Metilius Nepos est un sénateur romain des Ier et IIe siècles, consul suffect en 103 sous Trajan.

## Biographie
Il était fils de Publius Metilius Sabinus Nepos.
Il est un des consuls suffects de l'an 103, au début du règne de Trajan.
Il est ensuite légat d'une province romaine vers 105-106, mais on ignore laquelle (maximia provincia, peut-être une des Germanies dont on ignore les gouverneurs à cette date-là). Selon une lettre de Pline le Jeune, il emporte des écrits de ce dernier avec lui,.
En l'an 128, sous Hadrien, il est destiné à être à nouveau consul suffect mais il meurt avant de commencer son mandat.
Il s'est marié avec Pontia et eut Publius Metilius Secundus Nepos.